# برنارد استرتن
برنارد استرتن (به انگلیسی: Bernard Streten) بازیکن فوتبال زادهٔ ۱۴ ژانویه ۱۹۲۱ اهل کشور انگلستان بود که سابقهٔ بازی در تیم ملی فوتبال انگلستان را در کارنامهٔ خود دارد. وی در تاریخ ۱۶ نوامبر ۱۹۴۹ تنها بازی ملی خود را در مقابل تیم ملی فوتبال ایرلند شمالی انجام داد.